# I mördarens spår: Tennison
I mördarens spår: Tennison (engelska: Prime Suspect 1973) är en brittisk deckarserie som sändes 2017. 
I serien spelar Stefanie Martini en ung Jane Tennison i en prequel till I mördarens spår.

## Rollista i urval
| - Stefanie Martini – WPC Jane Tennison - Sam Reid – DI Len Bradfield - Blake Harrison – DS Spencer Gibbs - Jessica Gunning – WPC Kath Morgan - Andrew Brooke – Sergeant Jim Harris | - Alun Armstrong – Clifford Bentley - Ruth Sheen – Renee Bentley - Nick Sidi – Andrew Tennison - Geraldine Somerville – Joyce Tennison |